# جيم برودبنت
جيم برودبنت (بالإنجليزية: Jim Broadbent)‏ ممثل إنجليزي من مواليد 24 مايو 1949. حصل على جائزة أوسكار لأفضل ممثل مساعد عن دوره في فيلم «آيريس» في عام 2001.
ويذكر ان جيم قد لعب دور المدرس هوراس سلوجهورن في فيلمي هاري بوتر والأمير الهجين وكذلك هاري بوتر ومقدسات الموت ج2

## مواقع خارجية
- جيم برودبنت على موقع IMDb (الإنجليزية)
- جيم برودبنت على موقع الموسوعة البريطانية (الإنجليزية)
- جيم برودبنت على موقع روتن توميتوز (الإنجليزية)
- جيم برودبنت على موقع مونزينجر (الألمانية)
- جيم برودبنت على موقع ألو سيني (الفرنسية)
- جيم برودبنت على موقع ميوزك برينز (الإنجليزية)
- جيم برودبنت على موقع تيرنر كلاسيك موفيز (الإنجليزية)
- جيم برودبنت على موقع أول موفي (الإنجليزية)
- جيم برودبنت على موقع بوكس أوفيس موجو (الإنجليزية)
- جيم برودبنت على موقع قاعدة بيانات الأفلام السويدية (السويدية)